# Altstadt I (Mülheim an der Ruhr)
Altstadt I, Mülheim an der Ruhr-Altstadt I — dzielnica miasta Mülheim an der Ruhr w Niemczech, w kraju związkowym Nadrenia Północna-Westfalia.